# Wendy (film)
Wendy è un film del 2020 diretto da Benh Zeitlin.
La pellicola è una rivisitazione della storia di Peter Pan di J.M. Barrie.
È stato presentato in anteprima mondiale al Sundance Film Festival il 26 gennaio 2020 ed è stato distribuito il 28 febbraio 2020 dalla Searchlight Pictures.

## Trama
Angela Darling è una donna che lavora come cameriera a una tavola calda e vive in una zona rurale degli Stati Uniti meridionali con i suoi giovani figli, i gemelli James e Douglas e la più piccola, Wendy. Il giorno del suo compleanno a Thomas Marshall, un bambino vicino di casa dei Darling, viene detto scherzosamente da sua nonna che lui e i figli di Angela da grandi andranno a lavorare alla tavola calda. Thomas vuole diventare un pirata e non accetta l'idea di dover crescere e lavorare; poco dopo sale su un treno di passaggio aiutato da una misteriosa figura, il tutto visto da Wendy, e scompare.
Passano diversi anni, Wendy ha nove anni ed è diventata una bambina vivace amante di avventure e storie, che racconta a sé stessa prima di addormentarsi; nel mentre, lei e i fratelli aiutano la madre alla tavola calda. Una sera, Angela racconta ai figli la sua vita e viene implicato che abbia rinunciato ai suoi sogni per occuparsi della famiglia. Questo genera delle preoccupazioni in Wendy, che si chiede se dovrà abbandonare i suoi sogni quando sarà cresciuta.
Quella notte, Wendy nota un ragazzo alla sua finestra che la invita a seguirlo su un treno di passaggio. La bambina sale sul treno con i suoi fratelli e vengono avvicinati dal ragazzo, di nome Peter, il quale annuncia loro che stanno partendo per un'avventura. Dopo aver viaggiato per tutta la notte, i ragazzi saltano in un fiume e prendono una barca a remi, dirigendosi su un'isola tropicale vulcanica popolata da altri bambini incluso Thomas, che è rimasto immutato da quando è scappato di casa.
I Darling scoprono che i bambini sono connessi con lo spirito dell'isola, chiamato "Madre" da Peter, la quale ha l'aspetto fisico di un grande pesce luminoso. La Madre provvederà a loro finché crederanno in lei e si rivitalizza se le vengono cantate delle canzoni; inoltre, è grazie allo spirito se i bambini si mantengono giovani. I tre fratelli restano sull'isola per diverso tempo, giocando e divertendosi con i compagni; nonostante la felicità, Wendy inizia a preoccuparsi al pensiero della madre.
Una notte, Wendy si accorge di un uomo anziano che si aggira nelle vicinanze. Quest'ultimo si chiama Buzzo ed è un ex membro dei bambini dell'isola, invecchiato per aver perso la fiducia nella Madre dopo la scomparsa del suo migliore amico. Durante un'esplorazione, i ragazzi trovano una barca capovolta chiamata  Mañana e i Darling ci nuotano dentro. Douglas resta ferito sbattendo la testa e scompare; nonostante le ricerche per tutta l'isola, non viene più trovato. Avendo perso il gemello, James diventa cupo e chiuso in sé stesso.
Qualche tempo dopo, Wendy si accorge che la mano destra di James è invecchiata e, nonostante i loro tentativi di nasconderlo, anche Peter lo scopre. Temendo che ciò porterà alla sua crescita completa, James chiede a Peter di tagliargli la mano e lui esegue con un coltello. Scioccata e disgustata, Wendy porta il fratello a una zona dell'isola evitata dai bambini dove si trova Buzzo. Quest'ultimo li conduce dalla parte opposta dell'isola dove si trovano un gruppo di persone adulte, bambini che hanno perso la fede nella Madre, i quali conducono una vita triste. La bambina cerca di sollevare loro il morale ma James, amareggiato all'idea di crescere senza Douglas, li incita a trovare, uccidere e nutrirsi della Madre per riguadagnare la loro giovinezza perduta, usando i bambini come esca.
Wendy cerca di avvertire i ragazzi, ma gli adulti li rapiscono e portano sulla  Mañana rimessa in sesto. Wendy e Peter riescono a scappare e vedono James, ora del tutto cresciuto, mettersi un uncino al posto della mano amputata. Mentre cercano di nascondersi, i due ragazzi si imbattono in Douglas che è ancora vivo. Raggiungono James per affrontarlo e lui dimostra risentimento per il fratello in quanto non è cresciuto come lui. James ferisce gravemente la Madre con un arpione, mentre Peter e Wendy salvano i bambini. La Madre muore e smette di brillare, al che tutti perdono le speranze, ma Wendy li incita a cantare finché il vulcano non erutta nuovamente. Wendy e Douglas decidono di tornare a casa con tutti gli altri bambini ma James, che non può farlo, rimane a giocare con Peter sull'isola nei panni del suo "nemico" Capitan Uncino, permettendogli di continuare a conservare lo spirito fanciullesco.
I ragazzi tornano dalle rispettive famiglie e vivono molte altre avventure insieme durante la crescita prima di separarsi. Anni dopo, Wendy è diventata una madre e racconta a sua figlia la storia di Peter e dell'isola. Quella stessa notte la bambina sale su un treno con Peter; Wendy li scopre e cerca di inseguirli, ma alla fine sceglie di lasciarli andare in quanto sente che sua figlia è in buone mani ed è pronta a vivere una sua avventura.

## Produzione
Nell'agosto 2015, è stato annunciato che Benh Zeitlin avrebbe scritto e diretto il film. La produzione è iniziata a marzo 2017, con le riprese che si sono svolte a Montserrat.